# Кикори
Кикори (англ. Kikori, в верхнем течении Тари-Фуроро или Тагари) — река на острове Новая Гвинея. Река протекает по территории провинции Галф и провинции Саутерн-Хайлендс Папуа — Новой Гвинеи. Впадает в залив Папуа. Расход воды — 3274 м³/с.
Исток реки находится к западу от хребта Артура Гордона, с пиками до 3962 метров. Река течёт в южном, а затем в юго-восточном направлении, образуя речную дельту, где находится поселение Кикори, и впадает в залив Папуа. Длина реки 320 км.